# La leggenda del minotauro
 La leggenda del Minotauro  (Kaz the Minotaur) è un romanzo di Richard A. Knaak.

## Edizioni
- Richard A. Knaak, La leggenda del minotauro, collana Armenia Editore, Armenia Editore, 1990.